# Oris-en-Rattier
Oris-en-Rattier est une commune française située dans le département de l'Isère, en région Auvergne-Rhône-Alpes.
Le village est situé dans la partie méridionale du département de l'Isère, dans un secteur de haute et de moyenne en limite des Alpes du Nord et du Sud. La commune est rattachée à la communauté de communes de la Matheysine, dont la ville principale est La Mure.

## Géographie

### Situation et description
Oris-en-Rattier est située dans la vallée de la Roizonne, un affluent rive droite de la Bonne et sur le flanc ouest du massif du Coiro-Taillefer.
Le pays de la Roizonne, c'est avant tout un petit territoire d’une grande diversité de paysages entre les Alpes du Nord et les Alpes du Sud, entre La Mure et L’Alpe-du-Grand-Serre. Un dénivelé de 2 265 m sépare le sommet du Taillefer qui culmine à 2 857 m d'altitude, du point le plus bas, le confluent de la Nantette et de la Bonne à 592 m. Des altitudes et des expositions très contrastées, des zones arides et des zones humides créent une biodiversité d’une très grande richesse.

### Communes limitrophes
- Lavaldens au nord
- La Valette à l'ouest
- Siévoz au sud
- Valbonnais à l'est

### Climat
Pour des articles plus généraux, voir Climat d'Auvergne-Rhône-Alpes et Climat de l'Isère.
En 2010, le climat de la commune est de type climat de montagne, selon une étude du Centre national de la recherche scientifique s'appuyant sur une série de données couvrant la période 1971-2000. En 2020, Météo-France publie une typologie des climats de la France métropolitaine dans laquelle la commune est exposée à un climat de montagne ou de marges de montagne et est dans la région climatique  Alpes du sud, caractérisée par une pluviométrie annuelle de 850 à 1 000 mm, minimale en été. 
Pour la période 1971-2000, la température annuelle moyenne est de 7,9 °C, avec une amplitude thermique annuelle de 16,9 °C. Le cumul annuel moyen de précipitations est de 1 152 mm, avec 7,9 jours de précipitations en janvier et 7,3 jours en juillet. Pour la période 1991-2020, la température moyenne annuelle observée sur la station météorologique de Météo-France la plus proche, « Lavaldens », sur la commune de Lavaldens à 7 km à vol d'oiseau, est de 8,3 °C et le cumul annuel moyen de précipitations est de 1 241,5 mm,. Pour l'avenir, les paramètres climatiques de la commune estimés pour 2050 selon différents scénarios d'émission de gaz à effet de serre sont consultables sur un site dédié publié par Météo-France en novembre 2022.

### Hydrographie
Le territoire de la commune est longé par la Roizonne, un affluent, en rive droite, de la Bonne, donc un sous-affluent du Rhône, par le Drac et l'Isère.

### Voies de communication
Le territoire de la commune est situé à l'écart des grands axes routiers nationaux et n'est traversé que par la route départementale 114 (RD114).

## Urbanisme

### Typologie
Au 1er janvier 2024, Oris-en-Rattier est catégorisée commune rurale à habitat dispersé, selon la nouvelle grille communale de densité à sept niveaux définie par l'Insee en 2022.
Elle est située hors unité urbaine et hors attraction des villes,.

### Occupation des sols
L'occupation des sols de la commune, telle qu'elle ressort de la base de données européenne d’occupation biophysique des sols Corine Land Cover (CLC), est marquée par l'importance des forêts et milieux semi-naturels (98,9 % en 2018), une proportion identique à celle de 1990 (98,9 %). La répartition détaillée en 2018 est la suivante : 
espaces ouverts, sans ou avec peu de végétation (38,6 %), milieux à végétation arbustive et/ou herbacée (35,2 %), forêts (25,1 %), prairies (1,1 %). L'évolution de l’occupation des sols de la commune et de ses infrastructures peut être observée sur les différentes représentations cartographiques du territoire : la carte de Cassini (XVIIIe siècle), la carte d'état-major (1820-1866) et les cartes ou photos aériennes de l'IGN pour la période actuelle (1950 à aujourd'hui).

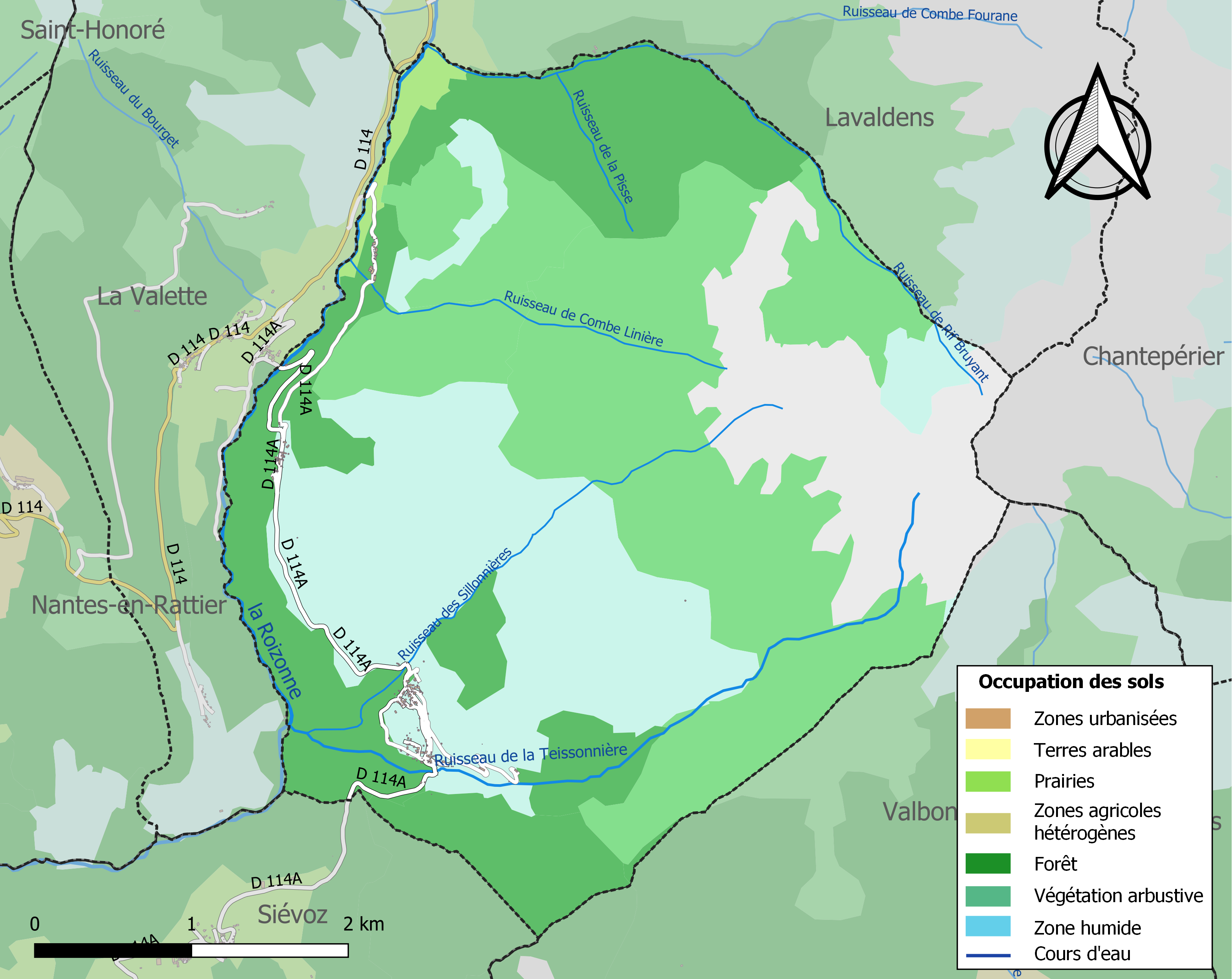
Carte des infrastructures et de l'occupation des sols de la commune en 2018 (CLC).

### Risques naturels et technologiques

#### Risques sismiques
L'ensemble du territoire de la commune d'Oris-en-Rattier est situé en zone de sismicité n°3 (sur une échelle de 1 à 5), comme la plupart des communes de son secteur géographique. Elle se situe cependant au sud de la limite d'une zone sismique classifiée de « moyenne ».
| Type de zone | Niveau            | Définitions (bâtiment à risque normal) |
| ------------ | ----------------- | -------------------------------------- |
| Zone 3       | Sismicité modérée | accélération = 1,1 m/s2                |

### Lieux-dits et hameaux
- la Ville
- les Pras
- les Eyverras
- la Rochette

## Toponymie
« ORIS-EN-RATTIER: «AURIES» au XIe siècle, «AURIAS» et «AURHS» au XIVe siècle, «AURIS- EN-RATIER» au XVIIe siècle. La racine «AUR» ou «OR», d'origine pré-indo-européenne, évoque «un lieu retiré, écarté, solitaire sauvage». Mais «ORIS» ou «AURIS» peut également être relié au patois «AURIOU» qui signifie «à l'abri du vent et du froid». La commune est en effet exposée à «AURIOU» (flanc de montagne exposé au couchant et protégé des vents du nord). L'étymologie peut également évoquer un filon aurifère dont l'exploitation aurait été tentée par les Romains. »
— André Plank, L'origine des noms des communes du département de l'Isère, Artès, 1995, p.81

## Histoire
Jusqu'en 1789, Oris fit partie du mandement et châtellenie de Ratier, fief des Alleman de Valbonnais.

## Politique et administration

### Liste des maires
| Période                                  | Période   | Identité         | Étiquette | Qualité  |
| ---------------------------------------- | --------- | ---------------- | --------- | -------- |
| septembre 1980                           | mars 2001 | Albert Moisand   |           |          |
| mars 2001                                | mars 2008 | Rose-Aimée Vigne |           |          |
| mars 2008                                | En cours  | Alain Luc        |           | retraité |
| Les données manquantes sont à compléter. |           |                  |           |          |

## Population et société

### Démographie
L'évolution du nombre d'habitants est connue à travers les recensements de la population effectués dans la commune depuis 1793. Pour les communes de moins de 10 000 habitants, une enquête de recensement portant sur toute la population est réalisée tous les cinq ans, les populations de référence des années intermédiaires étant quant à elles estimées par interpolation ou extrapolation. Pour la commune, le premier recensement exhaustif entrant dans le cadre du nouveau dispositif a été réalisé en 2005.

En 2022, la commune comptait 108 habitants, en évolution de −6,9 % par rapport à 2016 (Isère : +3,07 %, France hors Mayotte : +2,11 %).
| 1793 | 1800 | 1806 | 1821 | 1831 | 1836 | 1841 | 1846 | 1851 |
| ---- | ---- | ---- | ---- | ---- | ---- | ---- | ---- | ---- |
| 292  | 221  | 403  | 416  | 302  | 347  | 336  | 325  | 331  |

| 1856 | 1861 | 1866 | 1872 | 1876 | 1881 | 1886 | 1891 | 1896 |
| ---- | ---- | ---- | ---- | ---- | ---- | ---- | ---- | ---- |
| 312  | 342  | 319  | 295  | 308  | 281  | 295  | 275  | 265  |

| 1901 | 1906 | 1911 | 1921 | 1926 | 1931 | 1936 | 1946 | 1954 |
| ---- | ---- | ---- | ---- | ---- | ---- | ---- | ---- | ---- |
| 261  | 291  | 207  | 178  | 162  | 160  | 155  | 135  | 105  |

| 1962 | 1968 | 1975 | 1982 | 1990 | 1999 | 2005 | 2006 | 2010 |
| ---- | ---- | ---- | ---- | ---- | ---- | ---- | ---- | ---- |
| 79   | 64   | 48   | 63   | 74   | 83   | 95   | 95   | 111  |

| 2015 | 2020 | 2022 | - | - | - | - | - | - |
| ---- | ---- | ---- | - | - | - | - | - | - |
| 111  | 106  | 108  | - | - | - | - | - | - |

### Enseignement
La commune relève de l'académie de Grenoble.

### Médias
Historiquement, le quotidien régional Le Dauphiné libéré consacre, chaque jour, y compris le dimanche, dans son édition de Romanche et Oisans, un ou plusieurs articles à l'actualité de la communauté de communes, du canton, ainsi que des informations sur les éventuelles manifestations locales.
La commune est située sur l'aire de diffusion de radio Ici Isère, une radio publique qui émet sur tout le territoire du département de l'Isère.

### Cultes
La communauté catholique et l'église paroissiale d'Otis (propriété de la commune) dépendent de la paroisse Saint Pierre Julien Eymard qui rassemble un grand nombre de villages autour de la cité de La Mure. Cette paroisse est rattachée au diocèse de Grenoble-Vienne.

## Culture et patrimoine

### Monuments

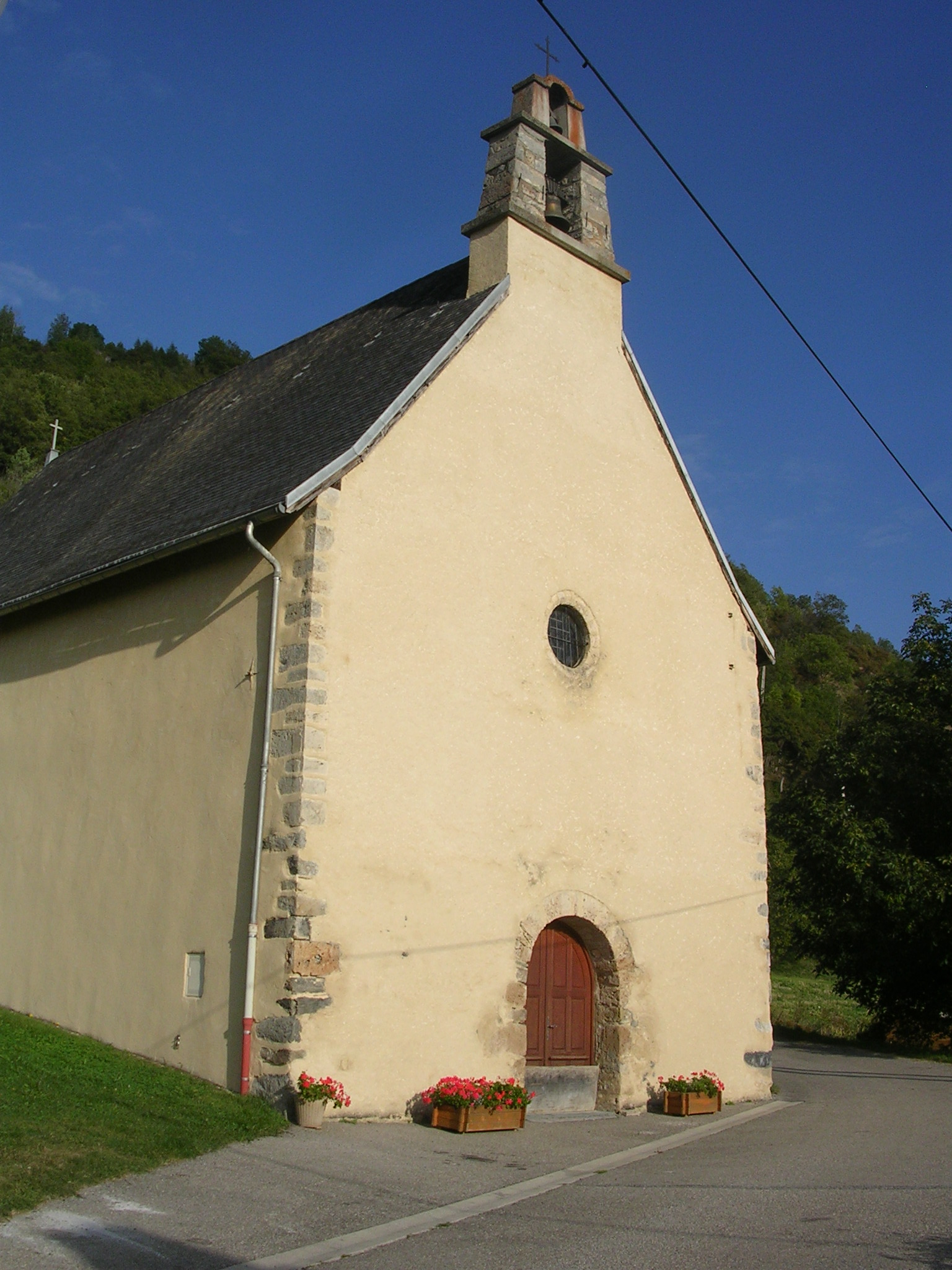
L'église.

- L'Église Saint-Pierre, labellisée Patrimoine en Isère[19].

### Personnalités liées à la commune
- Pierre Clavel (1773 - 1843), général de la Grande Armée en 1813, commandeur de la Légion d'honneur en 1834.
- Jean Pierre Augustin Petit (1882 - 1967), officier au 2e régiment de tirailleurs algériens (2e RTA) en 1914-18 (7 citations et  5 blessures), puis chef de bataillon au 31e régiment d'infanterie en 1928. Chevalier de la Légion d'honneur en 1916, commandeur de la Légion d'Honneur en 1960. Croix de guerre 1914-1918 avec 1 palme, 1 étoile de vermeil, 3 étoiles d'argent et 1 étoile de bronze.  Une de ses citations en octobre 1918 le décrit comme un « commandant de compagnie d'une bravoure et d'un sang froid exceptionnels »[20].
- Georges Rizet (1914 - 2005),  généticien, est l’un des fondateurs de l’enseignement universitaire de la génétique en France.

### Héraldique
|  | Oris-en-Rattier possède des armoiries dont l'origine et le blasonnement exact ne sont pas disponibles. |